# Genesee Falls
Genesee Falls ist eine Town im Wyoming County des US-Bundesstaates New York. Das U.S. Census Bureau hat bei der Volkszählung 2020 eine Einwohnerzahl von 402 ermittelt.
Die Town of Genesee Falls liegt in der südöstlichen Ecke des Countys.

## Geographie
Nach den Angaben des United States Census Bureaus hat die Town eine Gesamtfläche von 40,7 km², wovon 40,2 km² auf Land und 0,5 km² (= 1,08 %) auf Gewässer entfallen.
Die östliche Gemarkungsgrenze verläuft entlang des Genesee River und bildet gleichzeitig die Grenze zum Livingston County. Im Süden grenzt Genesee Falls an das Allegany County mit der Town of Hume. Von Norden her reicht der Letchworth State Park in die Town hinein.

### Siedlungen innerhalb von Genesee Falls
- Bigelow Corners – ein Weiler im Nordwesten der Towntown.
- Bishop Corners – ein Weiler im Nordosten der Town.
- Portageville – ein Weiler

## Geschichte
Die Town of Genesee Falls wurde 1846 gegründet und geschaffen, indem man Teile der Town of Pike und der Town of Portage im heutigen Livingston County herausgelöst und zusammengefügt wurden.
1876 traf ein starker Tornado auf die Ortschaft Portageville, wobei mehrere Gebäude zerstört und Bewohner verletzt wurden.

## Demographie
Zum Zeitpunkt des United States Census 2000 bewohnten Genesee Falls 460 Personen. Die Bevölkerungsdichte betrug 11,4 Personen pro km². Es gab 194 Wohneinheiten, durchschnittlich 4,8 pro km². Die Bevölkerung in Genesee Falls bestand zu 97,17 % aus Weißen, 0,43 % Schwarzen oder African American, 0,22 % Native American, 0,22 % Asian, 0 % Pacific Islander, 0,22 % gaben an, anderen Rassen anzugehören und 1,74 % nannten zwei oder mehr Rassen. 0,65 % der Bevölkerung erklärten, Hispanos oder Latinos jeglicher Rasse zu sein.
Die Bewohner Genesee Falls’ verteilten sich auf 170 Haushalte, von denen in 37,6 % Kinder unter 18 Jahren lebten. 56,5 % der Haushalte stellten Verheiratete, 15,9 % hatten einen weiblichen Haushaltsvorstand ohne Ehemann und 25,3 % bildeten keine Familien. 18,2 % der Haushalte bestanden aus Einzelpersonen und in 7,6 % aller Haushalte lebte jemand im Alter von 65 Jahren oder mehr alleine. Die durchschnittliche Haushaltsgröße betrug 2,71 und die durchschnittliche Familiengröße 3,06 Personen.
Die Bevölkerung verteilte sich auf 29,3 % Minderjährige, 5,7 % 18–24-Jährige, 33,5 % 25–44-Jährige, 17,8 % 45–64-Jährige und 13,7 % im Alter von 65 Jahren oder mehr. Der Median des Alters betrug 36 Jahre. Auf jeweils 100 Frauen entfielen 95,7 Männer. Bei den über 18-Jährigen entfielen auf 100 Frauen 91,2 Männer.
Das mittlere Haushaltseinkommen in Genesee Falls betrug 30.250 US-Dollar und das mittlere Familieneinkommen erreichte die Höhe von 38.571 US-Dollar. Das Durchschnittseinkommen der Männer betrug 27.813 US-Dollar, gegenüber 25.938 US-Dollar bei den Frauen. Das Pro-Kopf-Einkommen belief sich auf 15.080 US-Dollar. 20,9 % der Bevölkerung und 17,5 % der Familien hatten ein Einkommen unterhalb der Armutsgrenze, davon waren 31,7 % der Minderjährigen und 4,8 % der Altersgruppe 65 Jahre und mehr betroffen.

## Belege
1. ↑  Explore Census Data Total Population in Genesee Falls town, Wyoming County, New York. Abgerufen am 13. Februar 2023.
2. ↑  Annual Estimates of the Resident Population for Incorporated Places: April 1, 2010 to July 1, 2014. Archiviert vom Original (nicht mehr online verfügbar) am 23. Mai 2015; abgerufen am 4. Juni 2015 (englisch).
3. ↑  Census of Population and Housing. Census.gov, archiviert vom Original (nicht mehr online verfügbar) am 2. März 2013; abgerufen am 4. Juni 2015 (englisch).  Info: Der Archivlink wurde automatisch eingesetzt und noch nicht geprüft. Bitte prüfe Original- und Archivlink gemäß Anleitung und entferne dann diesen Hinweis.